# Albert Lempp

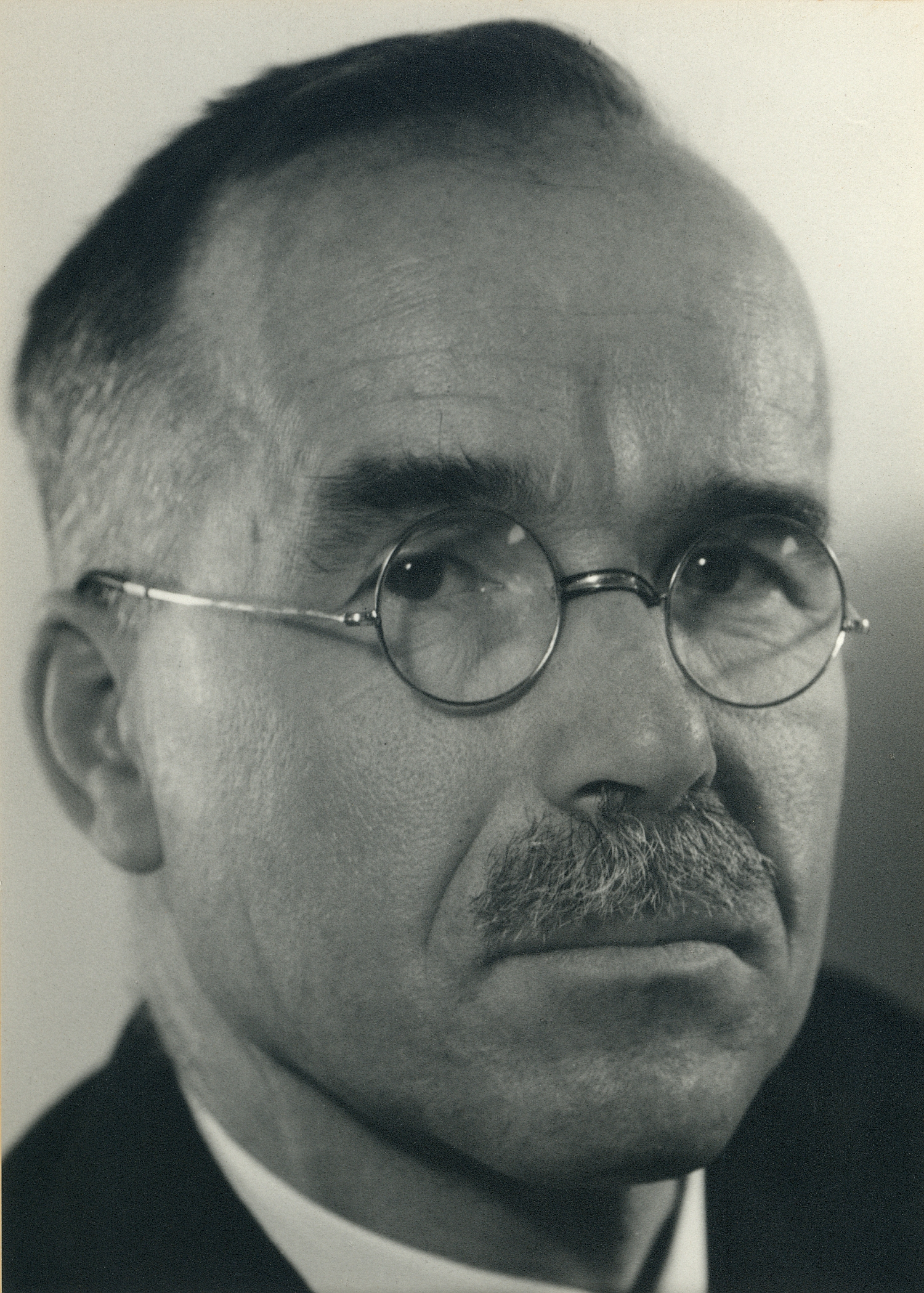
Albert Lempp, deutscher Buchhändler und Verleger (Christian Kaiser Verlag und Buchhandlung, München), aktiver Unterstützer der „Bekennenden Kirche“ und Begründer des „Lempp'schen Kreises“

Albert Hermann Lempp (* 13. Februar 1884 in Heutingsheim; † 9. Juni 1943 in München) war ein evangelischer Buchhändler und Verleger. Als Inhaber des Christian Kaiser Verlags und der Buchhandlung Kaiser in München verhalf er der Dialektischen Theologie Karl Barths nach dem Ersten Weltkrieg in Deutschland zum Durchbruch. In der Zeit des Nationalsozialismus wurde Lempp zu dem Verleger der Bekennenden Kirche. Er war Mittelpunkt des später so genannten „Lempp'schen Kreises“. Ursprünglich ein Bibelkreis, entwickelte sich aus diesem ein Hilfsnetz für rassisch verfolgte Christen und Juden. Lempp wirkte im Frühjahr 1943 an der Entstehung der Osterbotschaft Münchner Laien mit, die zu den mutigsten Zeugnissen evangelischer Christen gegen die Judenverfolgung der Nationalsozialisten gehört.

## Leben
Albert Lempp wurde am 13. Februar 1884 als Sohn des Württembergischen evangelischen Pfarrers Ferdinand Julius Lempp (1842–1903) in Heutingsheim am Neckar geboren und wuchs in Stuttgart-Gablenberg auf. Als Kind häufig krank, hatte er – anders als seine Brüder, die alle studierten – kein Abitur ablegen können und machte deshalb eine Ausbildung zum Buchhändler. Als 27-Jähriger übernahm er den schon einige Zeit vor sich hindümpelnden Münchner Christian Kaiser Verlag, der im 19. Jahrhundert der Hausverlag der kleinen protestantischen Gemeinde in der bayerischen Haupt- und Residenzstadt gewesen war. Ob Friedrich Rittelmeyer oder Christian Geyer – von Anfang an setzte Lempp auf Autoren jenseits der evangelisch-theologischen Hauptströmungen, die eines verband: Sie alle lagen mit der Kirchenleitung, dem evangelisch-lutherischen Oberkonsistorium in München, in herzlichem Streit.
Nach dem Ersten Weltkrieg bahnte sich eine folgenreiche verlegerische Entscheidung an: Nachdem zuvor drei Schweizer Verlage abgelehnt hatten, war Karl Barths Römerbriefauslegung 1919 im Berner Bäschlin-Verlag erschienen. Zu den begeisterten Rezensenten gehörte auch der oberfränkische Theologe Georg Merz (1892–1959), der 1918 als Pfarrer nach München-Laim gekommen war. Sofort hatte Merz vorausgesagt, Karl Barth werde „den Gang der Theologie auf lange hinaus bestimmen.“
Weil bei den Schweizern der Absatz von Barths Buch nach wenigen hundert Exemplaren lahmte, empfahl Merz seinem Freund Lempp, die Restauflage zu übernehmen. Von München aus konnte Lempp diese so rasch verkaufen, dass bald eine Neuauflage nötig wurde. Sie erschien 1922 im Kaiser Verlag. Merz wurde Cheflektor des Verlags und theologischer Berater Lempps. Von 1922 bis 1933 erschien die Zeitschrift „Zwischen den Zeiten“, für die etwa Karl Barth, Friedrich Gogarten, Eduard Thurneysen und Rudolf Bultmann schrieben. Lempps Verlag machte aus der katholischen Hauptstadt München einen wichtigen Ort evangelischer Theologie.
Einer der wichtigsten Mitarbeiter Lempps war der Dichter und Schauspieler Otto Salomon, der unter dem Pseudonym Otto Bruder publizierte. Lempp beschäftigte Salomon, der evangelisch-lutherischer Christ jüdischer Herkunft war, heimlich weiter, bis er ihm 1938 die Ausreise in die Schweiz ermöglichte. Irmgard Meyenberg, ebenfalls eine evangelische Christin jüdischer Herkunft, überlebte den Krieg versteckt in Lempps Haus in der Schwabinger Isabellastraße.
1940 zwang man Lempp, seinen Verlag in „Ev. Verlag A. Lempp/München früher Chr. Kaiser Verlag“ umzubenennen. Dass sein Verlag – nach einer neuerlichen und negativ ausgefallenen Manuskriptprüfung durch die Reichsschrifttumsstelle des Propagandaministeriums Ende August 1943 endgültig geschlossen wurde, erlebte Lempp nicht mehr. Er starb am 9. Juni 1943 im Alter von 59 Jahren an einem Schlaganfall, sein Grab befindet sich auf dem Münchner Waldfriedhof. Zwei seiner Söhne fielen im Zweiten Weltkrieg, der überlebende Sohn Fritz Lempp übernahm nach dem Krieg die väterliche Buchhandlung.

## „Lempp'scher Kreis“ und „Osterdenkschrift“ 1943
Mutig unterstützte Lempp nach 1933 die Bekennende Kirche. In seinem Haus in der Isabellastraße traf sich regelmäßig der „Lempp'sche Kreis“, der nach außen als Bibelkreis mit frommen Vorträgen firmierte, tatsächlich aber eine Art konspirative Runde war, die mit Kriegsbeginn „Feindsender“ hörte und Hilfe für bedrängte Christen jüdischer Herkunft und Juden organisierte. 1943 wollte der Kreis nicht länger zur Judenverfolgung des NS-Regimes schweigen: Der Württemberger Pfarrer Hermann Diem verfasste die Vorlage einer „Denkschrift der Münchner Laien“, die der Richter Emil Höchstädter und der Universitätsprofessor Wilhelm Hengstenberg, zwei Mitglieder des Lempp'schen Kreises, persönlich dem bayerischen Landesbischof Hans Meiser überbrachten.
In der Denkschrift heißt es unter anderem: „Als Christen können wir es nicht mehr länger ertragen, daß die Kirche in Deutschland zu den Judenverfolgungen schweigt. (...) Was uns treibt, ist zunächst das einfache Gebot der Nächstenliebe, wie es Jesus in Gleichnis vom barmherzigen Samariter ausgelegt (...) hat. Jeder 'Nichtarier', ob Jude oder Christ, ist heute in Deutschland der 'unter die Mörder Gefallene' und wir sind gefragt, ob wir ihm wie der Priester und Levit, oder wie der Samariter begegnen. (...) Dem Staat gegenüber hat die Kirche diese heilsgeschichtliche Bedeutung Israels zu bezeugen und jedem Versuch, die Judenfrage nach einem selbstgemachten politischen Evangelium zu „lösen“, d. h. das Judentum zu vernichten, aufs äußerste zu widerstehen als einem Versuch, den Gott des Ersten Gebotes zu bekämpfen. Die Kirche muss bekennen, dass sie als das wahre Israel in Schuld und Verheißung unlösbar mit dem Judentum verknüpft ist. Sie darf nicht länger versuchen, vor dem gegen Israel gerichteten Angriff sich selbst in Sicherheit zu bringen.“

## Wirkung der „Osterdenkschrift“ 1943
Landesbischof Meiser konnte sich zu einer Veröffentlichung des Dokuments nicht durchringen. Er leitete die Schrift jedoch an seinen Württembergischen Amtskollegen Theophil Wurm weiter. Dieser griff Gedanken und Formulierungen aus der Denkschrift in seinem Brief an Hitler und die Reichsregierung vom 16. Juli 1943 auf, mit dem er gegen die Judenverfolgung protestierte. Der Evangelische Pressedienst der Schweiz (Zürich) veröffentlichte das Dokument am 14. Juli 1943 unter dem Titel „Ein erfreuliches Dokument“. Zudem wurde die Denkschrift privat vervielfältigt und weitergeleitet.
Der rheinische Pfarrer Helmut Hesse verlas die Münchner Osterdenkschrift am 6. Juni 1943 in einem Bekenntnisgottesdienst. Wenige Tage später wurde er deswegen gemeinsam mit seinem Vater verhaftet und im November in das Konzentrationslager Dachau überstellt. Dort starb er am 24. November 1943.

## Würdigungen
Die evangelisch-lutherische Kreuzkirchengemeinde in München-Schwabing, an deren Gründung 1933 Albert Lempp wesentlich beteiligt war, hat am 12. Februar 2009, dem Vorabend von Lempps 125. Geburtstag, in einem Festakt ihrem großen Saal den Namen „Albert-Lempp-Saal“ gegeben.